# Regeringen Kaja Kallas III
Regeringen Kaja Kallas III var den estländska regering som tillträdde 17 april 2023 efter parlamentsvalet i mars 2023. Ledaren för Estniska reformpartiet, Kaja Kallas, var premiärminister för sin tredje ministär i följd. Regeringen var en nybildad mittenkoalition mellan de två liberala partierna Reformpartiet och Estland 200 samt de estländska Socialdemokraterna. Koalitionen har en majoritet i Riigikogu. 
Det var första gången partiet Estland 200 tar plats i en regering och även i parlamentet Riigikogu, och de ersatte därmed det konservativa partiet Isamaa som var koalitionspartner i den föregående andra regeringen Kaja Kallas.
I juli 2024 avgick regeringen då Kaja Kallas lämnade sitt ämbete eftersom hon nominerats till att bli Europeiska unionens höga representant för utrikes frågor och säkerhetspolitik.

## Ministrar och ansvarsområden
| Ansvarsområde Departement                                                   | Namn            | Parti              | Tillträdde      | Avgick        |
| --------------------------------------------------------------------------- | --------------- | ------------------ | --------------- | ------------- |
| Premiärminister Premiärministerns kontor                                    | Kaja Kallas     | Reformpartiet      | 26 januari 2021 | 23 juli 2024  |
| Justitieminister Justitiedepartementet                                      | Kalle Laanet    | Reformpartiet      | 17 april 2023   | 1 april 2024  |
| Justitieminister Justitiedepartementet                                      | Madis Timpson   | Reformpartiet      | 1 april 2024    | 23 juli 2024  |
| Utbildnings- och forskningsminister Utbildnings- och forskningsdepartmentet | Kristina Kallas | Estland 200        | 17 april 2023   | 23 juli 2024  |
| Ekonomi- och IT-minister Ekonomi- och kommunikationsdepartementet           | Tiit Riisalo    | Estland 200        | 17 april 2023   | 23 juli 2024  |
| Landsbygdsminister Landsbygdsdepartementet                                  | Madis Kallas    | Socialdemokraterna | 17 april 2023   | 26 april 2024 |
| Landsbygdsminister Landsbygdsdepartementet                                  | Piret Hartman   | Socialdemokraterna | 26 april 2024   | 23 juli 2024  |
| Finansminister Finansdepartementet                                          | Mart Võrklaev   | Reformpartiet      | 17 april 2023   | 23 juli 2024  |
| Försvarsminister Försvarsdepartementet                                      | Hanno Pevkur    | Reformpartiet      | 18 juli 2022    | 23 juli 2024  |
| Hälsominister Socialdepartementet                                           | Riina Sikkut    | Socialdemokraterna | 17 april 2023   | 23 juli 2024  |
| Socialförsäkringsminister Socialdepartementet                               | Signe Riisalo   | Reformpartiet      | 26 januari 2021 | 23 juli 2024  |
| Inrikesminister Inrikesdepartementet                                        | Lauri Läänemets | Socialdemokraterna | 18 juli 2022    | 23 juli 2024  |
| Utrikesminister Utrikesdepartementet                                        | Margus Tsahkna  | Estland 200        | 17 april 2023   | 23 juli 2024  |
| Kulturminister Kulturdepartementet                                          | Heidy Purga     | Reformpartiet      | 17 april 2023   | 23 juli 2024  |
| Klimatminister Miljödepartementet                                           | Kristen Michal  | Reformpartiet      | 17 april 2023   | 23 juli 2024  |